# Saburo Aizawa
Pour les articles homonymes, voir Aizawa.
 (mai 2019).
Si vous disposez d'ouvrages ou d'articles de référence ou si vous connaissez des sites web de qualité traitant du thème abordé ici, merci de compléter l'article en donnant les références utiles à sa vérifiabilité et en les liant à la section « Notes et références ».
Saburo Aizawa  (相沢 三郎), né le 6 septembre 1889 dans la préfecture d'Iwate au Japon et fusillé à l'âge de 46 ans le 3 juillet 1936, est un lieutenant-colonel de l'armée impériale japonaise.
Il assassine Tetsuzan Nagata avec son épée le 12 août 1935, pendant son procès il reproche à sa victime ses liens supposés avec les "bureaucrates" et hommes d'affaires, qui selon lui, méprisent l'armée impériale Japonaise. Aizawa ne résista pas à son arrestation et déclara plus tard qu'il « était dans une sphère absolue où il n'y avait ni vérité ni mensonge, ni bien ni mal ». Après avoir été jugé, il fut fusillé. Paradoxalement, son action aida la faction du contrôle, qu'il détestait, à obtenir le contrôle total de l'armée japonaise.